# Liste deutscher und ungarischer Bezeichnungen rumänischer Orte
In dieser Liste werden Orte in Rumänien (Städte, Flüsse, Inseln etc.) mit ihren deutschen und ungarischen Namen angeführt.
Rumänische Bezeichnungen, die vor dem Zweiten Weltkrieg geändert wurden, werden kursiv dargestellt.
Der ungarische Name folgt gegebenenfalls in Klammern auf den rumänischen Namen.

## A
Orte im Banat:
- Albrechtsflor: Teremia Mică (Kisteremia, Teremé)
- Alexanderhausen: Șandra (Sándorháza)
- Aljosch: Alioș (Temesillésd)
- Altbeba: Beba Veche (Óbéba)
- Altbeschenowa: Dudeștii Vechi, ehem. Beșenova Veche (Öbesenyö)
- Alt-Moldova: Moldova Veche (Ómoldova)
- Aldringen: Altringen (Kisrékas)
- Alt-Sadowa: Sadova Veche (Öszagyva)
- Armönisch: Armeniș (Örményes)
- Aurelheim: Răuți (Áurelháza)

Ort im Kreischgebiet:
- Almasch: Almaș (Háromalmás)

Ort in der Maramuresch:
- Altwerk: Ocna Șugatag (Aknasugatag)

Orte in Siebenbürgen:
- Absdorf: (siehe Abuss)
- Abtsdorf (bei Agnetheln): Apoș, ehem. Apoșdorf (Szászapátfalva)
- Abtsdorf (bei Marktschelken): Țapu (Csicsóholdvilág)
- Abuss: Abuș (Abosfalva)
- Adamesch: Adămuș (Ádámos)
- Agestendorf: Augustin (Ágostonfalva)
- Agnetheln: Agnita (Szentágota, veraltet: Ágotafalva)
- Aitau: Aita Mare (Nagyajta)
- Ajerschteln: Agrișteu (Egrestő)
- Allerheiligen: Mesentea (Kismindszent)
- Almaschken: Alma (Küküllőalmás)
- Almen: Alma Vii, ehem. Alma Săsească (Szászalmád)
- Almesch: Șoimuș (Sajósolymos)
- Altenburg: Baia de Criș (Körösbánya)
- Altflagen: Feleag (Magyarfelek)
- Alt-Schenk: Șinca Veche (Ósinka)
- Alt-Schebeschel: Sibișel (Ósebeshely)
- Alt-Tohan/Tauchen: Tohanu Vechi (Tohán)
- Alzen: Alțâna (Alcina)
- Appesdorf: Mănăștur (Kolozsmonostor)
- Arbegen (bei Marktschelken): Agârbiciu (Szászegerbegy)
- Arendorf: Araci (Árapatak)
- Arkeden (bei Bistritz): Archiud (Mezőerked)
- Arkeden (bei Schäßburg): Archita (Erked)
- Aschdorf/Achsdorf: Acățari, ehem. Acoșfalău (Ákosfalva)
- Auen: Cușma (Kusma)
- Auendorf: Gura Râului (Guraró)

Flüsse und Regionen:
- Alt: Olt
- Alttal: Valea Oltului
- Argisch: Argeș

## B
Orte im Banat:
- Bakowa: Bacova (Bakovár)
- Balinz: Balinț (Bálinc)
- Bania: Bănia (Bánya)
- Banlok: Banloc (Bánlak)
- Baratzhausen: Bărăteaz (Baraczháza)
- Basiasch: Baziaș (Báziás)
- Belintz: Belinț (Belence)
- Bentschek: Bencecu de Sus (Benczek)
- Bethausen: Bethausen (Bethlenháza)
- Billed: Biled, ehem. Billiet (Billéd)
- Blumenthal: Mașloc (Máslak)
- Bogarosch: Bulgăruș (Bogáros)
- Bokschan: Bocșa (Boksánbánya)
- Bosowitsch: Bozovici (Bozovics)
- Brassova: Breazova (Béganyiresd)
- Bresondorf: Brezon (Brezonfalva)
- Brestowatz: Brestovăț (Temes-Aga)
- Briger: Prigor (Nérahalmos)
- Bruckenau: Pișchia (Hidasliget)
- Buchberg: Sintar (Bükkhegy)
- Bukowatz: Bucovăț (Bükkfalva)
- Bulgarische Kolonie: Colonia Bulgară (Bolgartelep)
- Busiasch: Buziaș (Buziásfürdö)

Ort in der Bukowina:
- Bossancze: Bosanci (Bossancze)

Orte im Kreischgebiet:
- Baumgarten (bei Arad): Livada (Fakért)
- Besendorf: Șepreuș (Seprős)
- Böhmischdorf: Cehu Silvaniei (Szilágycseh)

Orte in Siebenbürgen:
- Baaßen: Bazna (Bázna)
- Bachnen: Bahnea, ehem. Bachnea (Bonyha)
- Bad Tuschnad: Băile Tușnad (Tusnádfürdő)
- Badlinen: Beclean (Betlen)
- Bägendorf: Benești, ehem. Bendorf (Bendorf)
- Baierdorf: Crainimăt (Királynémeti)
- Bälersdorf: (siehe Bolla)
- Ballendorf: Balomiru de Cîmp (Balomir)
- Bandorf: Band (Mezőbánd)
- Bärendorf (Lammdorf): Beriu (Berény)
- Bartdorf: Săcalu de Pădure (Erdőszakál)
- Bartholomä: Bartolomeu (Óbrassó)
- Batiz: Batiz (Batiz)
- Batschendorf: Baciu (Bácsfalu)
- Battendorf: Batin (Bátony)
- Batzau: Bața (Baca)
- Baumgarten (bei Bistritz): Bungard (Szászbongárd)
- Baumgarten (bei Hermannstadt): Bungard (Bongárd)
- Bekokten: Bărcuț (Báránykút)
- Bell: Buia (Bólya)
- Belleschdorf: Idiciu (Jövedics)
- Benden: Biia (Magyarbénye)
- Benzenz: Aurel Vlaicu (Bencenc)
- Berau: Părău (Párou)
- Berldorf: Bârla (Berlád)
- Bernhardsdorf: Bernadea (Bernád)
- Bernpfaff: Brănișca, ehem. Brănicica (Branyicska)
- Besotten: Buza (Buza)
- Bessenbach: Olteț (Besimbák)
- Bessendorf: Bejan (Bezsán)
- Bethlen: Beclean (Bethlen)
- Bidda: Bidiu (Bödön)
- Bienendorf: Miheșu de Câmpie (Mezőméhes)
- Bienengärten: Stupini (Brassó-Méhkertek)
- Billak/Attelsdorf: Domnești, ehem. Bileag (Bilak)
- Birk: Petelea (Petele)
- Birkenau: Feldru (Földra)
- Birkendorf: Făget (Oláhbükkös)
- Birnbaum (bei Mühlbach): Ghirbom (Oláhgorbó)
- Birnbaum (bei Neumarkt am Mieresch): Periș (Körtvélyfája)
- Birnthor: Poarta (Körtekapu)
- Birthälm: Biertan (Berethalom)
- Bistrau: Bistra (Bisztra)
- Bistritz: Bistrița (Beszterce)
- Bladenmarkt: Bălăușeri (Balavásár)
- Blasendorf: Blaj (Balázsfalva)
- Blauenthal: Chiochiș (Kékes)
- Bleschdorf: Lunca Târnavei, ehem. Spini (Szpin; Kistövis)
- Bleschenbach: Poiana Mărului (Almásmező)
- Blumendorf: Belin (Bölön)
- Blutroth: Berghin (Berve)
- Bockendorf: Băcâia (Bakonya)
- Bocksdorf: Ceru-Băcăinți (Bokajfelfalu)
- Bodeln: Budila (Bodola)
- Bodendorf: Bunești (Szászbuda)
- Bodesdorf: Buduș (Alsóbudak)
- Bogeschdorf: Băgaciu (Szászbogács)
- Bolla: Băla (Bala)
- Bonbach: Banpotoc (Bánpataka)
- Bonisbruck/Bruck: Bonțida (Bonchida)
- Bonnesdorf: Boian (Alsóbajom)
- Bordesch: Bordoșiu (Bordos)
- Borbant: Bărăbanț (Borbánd)
- Bosauer Zollamt: Vama Buzăului (Bodzaváma)
- Botsch: Batoș (Bátos)
- Botschard: Bucerdea Grânoasă (Búzásbocsárd)
- Botzen: Boița (Boica)
- Braller: Bruiu (Brulya)
- Breitau: Bretea (Magyarberéte)
- Brenndorf: Bod (Botfalu)
- Brenzendorf: Tăuni (Hosszúpatak)
- Bretz: Brețcu (Bereck)
- Bretzdorf: Breaza (Beresztelke)
- Broos: Orăștie (Szászváros)
- Brunndorf: Drâmbar (Drombár)
- Brunnenberg: Gialacuta (Gyálakuta)
- Buchendorf (bei Sächsisch-Regen): Habic (Hétbükk)
- Buchendorf (bei Ludasch): Bichiș (Bükkös)
- Buchenthal: Gâmbuț (Gombutz)
- Buchholz: Boholț (Boholc)
- Buckel: Bicălatu (Magyarbikal)
- Budenbach: Sibiel (Szibiel)
- Bulkesch: Bălcaciu (Bolkács)
- Bundorf: Boiu (Boj)
- Burgau: Prundu Bârgăului (Borgóprund)
- Burgberg (bei Hermannstadt): Vurpăr (Vurpód)
- Burgberg (bei Mühlbach): Vurpăr (Borberek)
- Burgberg (bei Töplitz): Subcetate (Gyergyóvárhegy)
- Burgdorf: Moldovenești ehem. Varfalău (Várfalva)
- Burgfeld: Buciumi (Sălaj) (Vármező)
- Burghalle: Orheiu Bistriței (Óvárhely)
- Bürgisch: Bârghiș (Bürkös)
- Burglos: Dej (Dés)
- Bußd (bei Mühlbach): Boz (Buzd)
- Bußd (bei Mediasch): Buzd (Szászbuzd)
- Bußthard: Vecerd (Vecsérd)

Ort in der Walachei:
- Bukarest: București (Bukarest)

Flüsse und Regionen:
- Bega: Bega (Béga)
- Bistritz: Bistrița (Beszterce)
- Burzen: Bârsa (Barca)
- Burzenland: Țara Bârsei (Barcaság)

## C
Ort im Banat:
- Charlottenburg: Șarlota (Saroltavár)
- Coronini: Coronini (Lászlóvára)
- Cameral Tschiklowa (Wallachisch Tschiklowa): Ciclova Română (Csíklófalu, Oláhcsíklova, Románcsíklova)

Ort in Siebenbürgen:
- Christendorf: Crăciunelu de Jos (Alsókarácsonfalva)
- Czeimesbach: (siehe Seimesbach)

## D
Orte im Banat:
- Darowa: Darova (Daruvár)
- Deschandorf: Dejan (Dézsánfalva)
- Deutschbentschek: Bencecu de Sus (Németbencsek)
- Deutschsanktmichael: Sânmihaiu German (Németszentmihály)
- Deutschsanktpeter: Sânpetru German (Németszentpéter)
- Deutschstamora: Stamora Germană (Németsztamora)
- Diniasch: Diniaș (Torontáldinnyés)
- Djulwes: Giulvăz (Gyülvész)
- Dognatschka: Dognecea (Dognácska)
- Doklen: Doclin (Doklény)
- Dolatz: Dolaț (Dolacz)
- Doman: Doman (Domány)
- Domaschna: Domașnea (Domásnya)

Orte in der Bukowina:
- Dorna-Watra: Vatra Dornei

Orte im Kreischgebiet:
- Desna: Dezna (Dézna)
- Deutschpereg: Peregu Mare (Németpereg)

Ort in der Maramuresch:
- Dragomir: Dragomirești (Dragomérfalva)

Orte in Siebenbürgen:
- Dahl: Dăișoara (Longodár)
- Daken: Dopca (Datk)
- Dallen: Deal (Dál)
- Dallendorf: Daia Română (Oláhdálya)
- Damsdorf: Dămuc (Gyergyódamuk)
- Dayla: Dalnic (Dálnok)
- Demetersbach: Dumitra (Demeterpataka)
- Demsdorf: Densuș (Demsus)
- Dengel: Daia (Szászdányán)
- Denndorf: Daia (Szászdálya)
- Dersch: Dârjiu (Székelyderzs)
- Desendorf: Deaj (Désfalva)
- Deutschbach: Valea Sasului (Szászvölgy)
- Deutsch-Budak: Budacu de Jos (Szászbudak)
- Deutschendorf: Mintiu Gherlii (Szamosújvárnémeti)
- Deutsch-Kreuz: Criț (Szászkeresztúr)
- Deutsch-Pien: Pianu de Jos, ehem. Pianu Săsesc (Alsópián)
- Deutsch-Tekes: Ticușul Vechi (Szásztyúkos)
- Deutsch-Weißkirch: Viscri (Szászfehéregyháza)
- Deutsch-Zepling: Dedrad (Dedrád)
- Diemrich: Deva (Déva)
- Dienesdorf: Șieu-Odorhei (Sajóudvarhely)
- Diesendorf: Orășeni (Városfalva)
- Dittersdorf: Ditrău (Ditró)
- Dobersdorf: Dobârlău (Dobolló)
- Dobring: Dobârca (Doborka)
- Donnersmarkt: Mănărade (Monora)
- Dopich: Dopca (Datk)
- Dornstadt: siehe Dreykirchen
- Drag: Dragu (Drág)
- Draas: Drăușeni (Homoróddaróc)
- Drachendorf: Drăguș (Dragus)
- Dreykirchen: Teiuș (Tövis)
- Dunesdorf: Daneș (Dános)
- Dunkeldorf: Seuca (Szőkefalva)
- Durles: Dârlos (Darlac)
- Dürrbach (bei Bistritz): Dipșa (Dipse)
- Dürrbach (bei Kronstadt): Sohodol (Szohodol)

Orte in der Walachei:
- Turnu-Severin: Drobeta Turnu Severin (Szörényvár)

Flüsse und Regionen:
- Dobrudscha: Dobrogea (Dobrudzsa)
- Donau: Dunărea (Duna)
- Donaudelta: Delta Dunării (Duna-delta)

## E
Orte im Banat:
- Ebendorf: Știuca (Csukás)
- Egresch: Igriș (Egres)
- Eibenthal: Eibenthal (Tiszafa)
- Eichenthal: Sălbăgelu Nou (Gyulatelep)
- Eisenmarkt: Hunedoara (Vajdahunyad)
- Eisenstein: Ocna de Fier (Vaskö)
- Engelsbrunn: Fântânele (Angyalkút)
- Ernesthausen: Cornești (Mezőzsadány)
- Eseresch: Ezeriș (Ezeres)

Orte in der Bukowina (Buchenland):
- Eisenau: Prisaca Dornei

Orte in Siebenbürgen:
- Ederholz: Idrifaia (Héderfája)
- Egisdorf: Aiudul de Sus (Felenyed)
- Ehrgang: Ernea (Szászernye)
- Eibesdorf: Ighișu Nou, ehem. Ibișdorful Săsesc (Szászivánfalva)
- Eidischdorf: Idicel (Idecspatak)
- Einsiedel: Râmeț (Remete)
- Eisch: Fântânele, ehem. Iuș (Szász-Újős)
- Eisdorf: Ionești (Homoródjánosfalva)
- Eisenburg: Rimetea, ehem. Trascău (Torockó)
- Eisendorf: Zeicani (Zajkány)
- Eiten: Aiton (Ajton)
- Elienmarkt: Ilia (Marosillye)
- Elisabethstadt: Dumbrăveni (Erzsébetváros)
- Ellendorf: Lunca, ehem. Nevoiești (Nyavajásfalva)
- Elsterdorf: Sereca (Szereka)
- Emerichsdorf: Sântimbru (Marosszentimre)
- Engenthal: Mighindoala (Ingodály)
- Ensch: Enciu (Szászencs)
- Er: Uriu (Felőr)
- Erldorf: Aghireșu (Egeres)
- Erlenmarkt: Viișoara, ehem. Agârbiciu (Aranyosegerbegy)
- Ermeden: Urmeniș (Mezőörményes)
- Erzdorf: Muntele Băișorii (Kisbányahavas)
- Eschenbach: Valea Crișului (Kőröspatak)
- Etschdorf: Iernuțeni, ehem. Ernutfaia (Radnótfája)
- Eulenbach: Ilimbav (Illenbák)

## F
Orte im Banat:
- Fadschet: Făget (Facsád)
- Fekete: Ficătar (Feketeér)
- Fellnack: Felnac (Fönlak)
- Ferdinandsberg: Oțelu Roșu (Nándorhegy)
- Ferendin: Ferendia (Ferend)
- Fibisch: Fibiș (Temesfüves)
- Firluck: Fârliug (Furlug)
- Fisesch: Fizeș (Krassófüzes)
- Fodorhausen: Gad (Fodorháza)
- Folia: Folea (Fólya)
- Forotik: Forotic (Forotik)
- Föen: Foeni (Fény)
- Franzdorf: Văliug (Ferenczfalva)
- Freudenthal: Jamu Mare (Nagyzsám)

Ort in der Bukowina:
- Fürstenthal: Voievodeasa

Ort in der Maramuresch:
- Farrendorf: Bicaz (Bikácfalva)
- Franzenthal: Piatra (Kövesláz)

Orte in Siebenbürgen:
- Falk: Feleac (Fellak)
- Feigendorf: Micăsasa (Mikeszásza)
- Feisket: Sălcuța (Fűzkút)
- Felden: Feldru (Földra)
- Felldorf: Filitelnic (Fületelke)
- Felmern: Felmer (Felmér)
- Felsendorf: Florești, ehem. Felța (Földszin)
- Fenesch: Florești, ehem. Feneșul Săsesc (Szászfenes)
- Fleck: Feleacu (Erdöfelek)
- Flußau: Poiana Sibiului (Polyán)
- Fogarasch: Făgăraș (Fogaras)
- Frauenberg: Asinip (Szonynépes)
- Frauendorf: Axente Sever, ehem. Frâua (Asszonyfalva)
- Frauendorf: Breaza (Breáza)
- Frauendorf: Săcel (Havasasszonyfalva)
- Frauenkirch: Sântămărie (Boldogfalva)
- Freck: Avrig (Felek)
- Freißendorf: Lunca, ehem. Friș (Friss)
- Freudendorf: (siehe Großbun)
- Fugreschmarkt: (siehe Fogarasch)
- Fundatten: Fundata (Fundáta)
- Fürstenburg: Hăghig (Hidvég)
- Fürstendorf: Crăiești (Mezőkirályfalva)
- Füssen: Feisa (Küküllőfajsz)
- Futak: Șomoștelnic, ehem. Futac (Somostelke)

Weitere Städte:
- Frauenbach: Baia Mare (Nagybánya)
- Fachria: Făclia (Dobrudscha)

## G
Orte im Banat:
- Gallina: Calina (Galonya, Kalina)
- Galscha: Galșa (Galsa)
- Gattaja: Gătaia (Gátalja)
- Gawoschdia: Gavojdia (Gavosdia)
- Gertianosch: Cărpiniș (Gyertyámos)
- Gier: Giera (Gyer)
- Girelsau: Bradu (Fenyöfalva)
- Giroda: Ghiroda (Győröd)
- Girok: Giroc (Gyüreg)
- Giseladorf: Ghizela (Gizellafalva)
- Gilad: Ghilad (Gilád)
- Gjorok: Ghioroc (Gyorok)
- Glimboka: Glimboca (Novákfalva)
- Glogowatz: Vladimirescu (Öthalom)
- Goruja: Goruia (Gorony, Garulya)
- Gottlob: Gottlob (Kisősz)
- Grabatz: Grabaț (Garabos)
- Großberegsau: Beregsău Mare (Beregszo)
- Großdorf: Satu Mare (Temesnagyfalu)
- Großjetscha: Iecea Mare (Nagyjecsa)
- Großkomlosch: Comloșu Mare (Nagykomlós)
- Großkeweresch: Chevereșu Mare (Nagykövéres)
- Großpereg: Peregu Mare (Nagy Pereg)
- Großremete: Remetea Mare (Temesremete)
- Groß-Sakosch: Sacoșu Mare (Magyarszákos)
- Großsanktnikolaus: Sânnicolau Mare (Nagyszentmiklós)
- Großsanktpeter: Sânpetru Mare (Nagyszentpéter)
- Großscham: Jamu Mare (Nagyzsám)
- Großschemlak: Șemlacu Mare (Nagysemlak)
- Großtikvan: Ticvaniu Mare (Nagytikvány)
- Großtoplowetz: Topolovățu Mare (Nagytopoly)
- Guttenbrunn: Zăbrani (Temeshidegkút)

Ort in der Bukowina:
- Gurahumora: Gura Humorului

Orte im Kreischgebiet:
- Galscha: Galșa (Galsa)
- Gjorok: Ghioroc (Gyorok)
- Großsalontha: Salonta (Nagyszalonta)
- Großwardein: Oradea (Nagyvárad)
- Gurahonz: Gurahonț (Gurahonc)

Ort in der Moldau:
- Galatz: Galați (Gálacz)

Ort im Sathmarer Land:
- Großkarol: Carei (Nagykároly)

Orte in Siebenbürgen:
- Galatz (bei Fogarasch): Galați (Galac)
- Gallendorf: Gănești (Vámosgálfalva)
- Gallusdorf: Galeș (Szebengálos)
- Galt: Ungra (Ugra)
- Garndorf: Ardan (Árdány)
- Gassen: Vălenii de Mureș (Disznajó)
- Geist: Apața (Apáca)
- Gela: Gilău (Gyalu)
- Gelentz: Ghelința (Gelence)
- Gerend: Grind (Gerend)
- Gergeschdorf: Ungurei (Gergelyfája)
- Gergesdorf: Căpâlna de Jos (Alsókápolna)
- Gierelsau: Bradu (Fenyőfalva)
- Gießhübel: Gusu (Kisludas)
- Gindusdorf: Băița (Mezőbanyica)
- Gladen: Gledin (Gledény)
- Glockendorf: Hărănglab (Harangláb)
- Gogeschburg: Gogan-Varola (Gógán-Váralja)
- Gogeschdorf: (siehe Jakobsdorf bei Mediasch)
- Goldbach: Roșia Montană (Verespatak)
- Goldendorf: Uroi (Arany)
- Gorbau: Gârbău (Magyargorbó)
- Görgen: Gurghiu (Görgényszentimre)
- Grabendorf (bei Hermannstadt): Vale (Vále)
- Grabendorf (bei Karlsburg): (siehe Krapundorf)
- Grabendorf (bei Neuschloss): Vale (Bánffytótfalu)
- Großalisch: Seleuș, ehem. Seleușul Mare (Keménynagyszőllős)
- Großarn: Ernei (Nagyernye)
- Groß-Astdorf: Săcărâmb (Nagyág)
- Großau: Cristian (Kereszténysziget)
- Großbun: Boiu (Bún)
- Großeidau: Viile Tecii, ehem. Iuda (Kolozsnagyida)
- Großendorf (bei Bistritz): Mărișelu, ehem. Nușfalău (Sajónagyfalu)
- Großendorf (bei Bistritz): Nușeni, ehem. Nușfalău (Apanagyfalu), ehem. Nagyfalu
- Großendorf (bei Hermannstadt): Săliște (Szelistye)
- Großenyed: (siehe Straßburg)
- Groß-Ilva: Ilva Mare (Nagyilva)
- Großkend: Chendu (Nagykend)
- Großkopisch: Copșa Mare (Nagykapus)
- Großlasseln: Laslea (Szászszentlászló)
- Großlogdes: Ludoș (Nagyludas)
- Groß-Obstdorf: Almașu Mare (Nagyalmás)
- Groß-Phelpsdorf: Filpișu Mare (Magyarfülpös)
- Groß-Pestendorf: Peșteana (Nagypestény)
- Großpold: Apoldu de Sus (Nagyapold)
- Großprobstdorf: Târnava, bis 1993 Tîrnava, bis 1958 Proștea Mare (Nagyekemező)
- Großrapolt: Rapoltu Mare (Nagyrápolt)
- Groß-Rodendorf: Ostrov (Nagyosztró)
- Großschenk: Cincu (Nagysink)
- Groß-Schergid: Cerghid (Nagycserged)
- Großschergied: Cergăul Mare (Magyarcserged)
- Großscheuern: Șura Mare (Nagycsűr)
- Großschlatten: Abrud (Abrudbánya)
- Großschogen: Șieu (Nagysajó)
- Groß-Schulendorf: Ciula Mare (Nagycsula)
- Großschwalbendorf: Așchileu Mare (Nagyesküllő)
- Groß-Schwarzdorf: Gura Văii (Netot)
- Groß-Thierdorf: Uric (Urik)
- Grubendorf (bei Mediasch): Ceuaș (Szász-Csávás)
- Grubendorf (bei Blasendorf): Ocnișoara (Kisakna)
- Gugendorf: Gogan (Gógán)
- Gunzendorf: Poplaca (Popláka)
- Gurendorf: Brazi (Gureny)
- Gürteln: Gherdeal (Gerdály)

Flüsse:
- Große Kokel: Târnava Mare (Nagyküküllő)

## H
Orte im Banat:
- Hatzfeld: Jimbolia (Zsombolya)
- Hellburg: Șiria (Világos)
- Herkulesbad: Băile Herculane (Herkulesfürdő)
- Herniakowa: Herneacova (Aranyág)
- Heuersdorf (Heyerdorf): Iertof (Hévér)
- Hodon: Hodoni (Hodony)
- Hopsenitz: Ofsenița (Ofszenica)

Orte im Kreischgebiet:
- Hagymasch: Hășmaș (Bélhagymás)
- Halmagen: Hălmagiu (Nagyhalmágy)
- Hellburg: Șiria (Világos)

Orte in Siebenbürgen:
- Hagendorf: Budiu Mic, ehem. Hășmaș-Bodon (Hagymásbodon)
- Hahnbach: Hamba (Kakasfalva)
- Halmagen: Hălmeag (Halmágy)
- Halvelagen: Hoghilag (Holdvilág)
- Hamlesch: Amnaș (Omlás)
- Hammersdorf: Gușterița (Szenterzsébet)
- Hamruden: Homorod (Homoród)
- Harbachsdorf: Cornățel (Hortobágyfalva)
- Harpien: Herepea (Herepe)
- Haschagen: Hașag (Hásság)
- Hatzeg: Hațeg (Hátszeg)
- Heidendorf (bei Bistritz): Viișoara, ehem. Beșineu (Besenyő)
- Heidendorf (bei Karlsburg): Secășel (Székásbesenyő)
- Heldsdorf: Hălchiu (Höltövény)
- Heltau: Cisnădie (Nagydisznód)
- Henndorf: Brădeni, ehem. Hendorf (Hégen)
- Henningsdorf: Henig (Henningfalva)
- Heresdorf: Galații Bistriței (Galacfalva)
- Hermannstadt: Sibiu (Nagyszeben)
- Hetzeldorf: Ațel (Ecel)
- Hirsenmühl: Bogdana (Kásapatak)
- Hochfeld: Fofeldea (Hóföld)
- Hochstetten: Hășdat (Hosdát)
- Hohe Rinne: Păltiniș (Szebenjuharos)
- Hohenwarte: Straja (Őregyháza)
- Hohndorf: Viișoara, ehem. Hundorf (Csatófalva)
- Holbach: Holbav (Holbák)
- Holzmengen: Hosman (Holcmány)
- Hondolen: Hondol (Hondol)
- Honigberg: Hărman (Szászhermány)
- Honterusbad: Băile Homorod (Honterusfürdő)
- Hügeldorf: Dâmbău (Küküllődombó)
- Hühnerbach: Glâmboaca (Glimboka)
- Hundertbücheln: Movile, ehem. Hundrubechiu (Százhalom)

Flüsse:
- Harbach: Hârtibaciu (Hortobágy Folyó)

## I
Orte in Siebenbürgen:
- Ilgendorf: Ilieni (Illyefalva)
- Intsch: Enciu (Szászencs)
- Irmesch (bei Schäßburg): Ormeniș (Szászörményes)
- Irmesch (bei Kronstadt): Ormeniș (Ürmös)

## J
Orte im Banat:
- Jahrmarkt: Giarmata (Temesgyarmat)
- Jeswin: Izvin (Öszény)
- Johannisfeld: Iohanisfeld (Jánosföld)
- Josefsdorf: Iosifalău (Újjózseffalva)

Ort im Kreischgebiet:
- Jenopol: Ineu (Borosjenő)

Ort in der Moldau:
- Jassy: Iași (Jászvásár)

Orte in Siebenbürgen:
- Jaad: Livezile, bis 1968 Iad (Jád)
- Jakobsdorf (bei Agnetheln): Iacobeni, ehem. Iacășdorf (Jakabfalva)
- Jakobsdorf (bei Bistritz): Sâniacob (Szászszentjakab)
- Jakobsdorf (bei Mediasch): Giacăș (Gyákos)
- Jallmar: Gelmar (Gyalmár)
- Johannisberg: Nucet (Szentjánoshegy)
- Johannisdorf (bei Bistritz): Sântioana (Sajószentiván)
- Johannisdorf (an der Kokel): Sântioana (Szászszentiván)
- Johannisdorf (bei Sächsisch-Regen): Voivodeni (Vajdaszentivány)
- Johannisdorf (bei Sankt Georgen): Sântionlunca (Szentivánlaborfalva)

Ort in der Walachei:
- Jakobsonstal (auch: Jakobstal) (Kreis Brăila): Piscul German (heute ein Stadtteil von Brăila)

Flüsse:
- Jalomitza: Ialomița

## K
Orte im Banat:
- Kakowa: Grădinari (Kákófalva)
- Kalatscha: Călacea (Temeskalacsa)
- Karaschowa: Carașova (Krassóvár)
- Karansebesch: Caransebeș (Karánsebes)
- Kawaran: Constantin Daicoviciu (Kavarán)
- Keglewitschhausen: Cheglevici (Keglevichháza)
- Kerestur: Cherestur (Pusztakeresztúr)
- Ketfel: Gelu (Kétfél)
- Kischoda: Chișoda (Tesöld)
- Kisdia: Coșarii (Kisgye, Kizdia)
- Kladowa: Cladova (Kládova, Bégakalodva)
- Kleinbetschkerek: Becicherecu Mic (Kisbecskerek)
- Klein-Gaj: Gaiu Mic (Kisgáj)
- Kleinjetscha: Iecea Mică (Kisjecsa)
- Kleinlogdes: (siehe Gießhübel)
- Kleinomor: Rovinița Mică (Kisomor)
- Kleinsanktnikolaus: Sânnicolau Mic (Kis Szent Miklós)
- Kleinsanktpeter: Sânpetru Mic (Kisszentpéter)
- Kleinschemlak: Șemlacu Mic (Vársomlyó)
- Kleinsiedel: Colonia Mică (Kistelep)
- Klopodia: Clopodia (Klopódia)
- Knees: Satchinez (Temeskenéz)
- Kohldorf: Cărbunari (Szenesfalu)
- Komeath: Comeat (Komjáth, Temeskomját)
- Komlosch, Großkomlosch: Comloșu Mare (Komlós, Nagykomlós)
- Komornok: Comorâște (Komornok)
- Kornia, Kornja: Cornea (Somfa, Kornya)
- Koschowa: Coșava (Kossó, Kossova)
- Kowatschi: Covaci (Temeskovácsi)
- Königsgnad Tirol (Királykegye)
- Königshof: Remetea Mică (Németremete)
- Kreuzstätten: Cruceni (Keresztes, Temeskeresztes)
- Kreuzstätten: Cruceni (Keresztes, Torontálkeresztes)
- Kriwina: Crivina de Sus (Felsőgörbed)
- Kuttina: Cutina (Gutonya)

Orte in der Bukowina:
- Karlsberg: Gura Putnei
- Kimpolung: Câmpulung Moldovenesc

Orte in der Dobrudscha:
- Konstanza: Constanța

Orte im Kreischgebiet:
- Krassmarkt: Crasna (Kraszna)
- Kurtitsch: Curtici (Kürtös)

Orte in der Moldau:
- Kreuzburg an der Bistritz: Piatra Neamț (Karácsonkő)

Orte im Sathmarer Land:
- Kapnik: Cavnic (Kapnikbánya)
- Kriegsdorf: Hodod (Hadad)

Orte in Siebenbürgen:
- Käbisch: Coveș (Ágotakövesd)
- Kakowa: Dumbrava (Sebeskákova)
- Kalan, Klandorf: Călan, früher Crișeni (Pusztakalán, Kalán)
- Kallesdorf: Arcalia (Árokalja)
- Kaltbrunn: Calbor (Kálbor)
- Kaltenbrunnen (bei Fogarasch): Fântâna (Hidegkut)
- Kaltenbrunnen (bei Szeklerkreuz): Uilac (Újlak)
- Kaltenbrunnen (bei Szeklerkreuz): Vidăcut (Székelyhidegkút)
- Kaltwasser: Calvasăr (Hidegvíz)
- Kapolna: Căpâlna (Sebeskápolna)
- Kappeln: Căpâlna de Sus (Felsőkápolna)
- Kapellendorf: Căpâlna (Sebeskápolna)
- Kapellendorf: Căpâlna de Jos (Alsókápolna)
- Käppelsbach: Cărpiniș (Kerpenyes)
- Karlsburg (ehem. Weißenburg): Alba Iulia (Gyulafehérvár)
- Kastendorf: Castău (Kasztó)
- Kastenholz: Cașolț (Hermány)
- Katzendorf: Cața (Kaca)
- Keisd: Saschiz (Szászkézd)
- Kellen: Colun (Kolun)
- Kelling: Câlnic (Kelnek)
- Keppelsbach: Cărpiniș (Kerpenyes)
- Kerschdorf: Presaca (Székásgyepű)
- Kertzing: Gornești (Gernyeszeg)
- Kerz: Cârța (Kerc)
- Kerzendorf: Cărpiniș (Gyertyános)
- Kesseln: Chesler (Keszlér)
- Kiewern: Cobor (Kóbor)
- Kindeln: Chintelnic (Kentelke)
- Kirchberg: Chirpăr (Kürpöd)
- Kirtsch: Curciu (Küküllőkőrös)
- Kladendorf: Mândra (Mundra)
- Klausenburg: Cluj-Napoca (Kolozsvár)
- Kleinalisch: Seleuș, ehem. Seleușul Mic (Szászszőllős)
- Kleinbistritz: Dorolea (Aszúbeszterce)
- Kleinblasendorf: Blăjel (Balázstelke)
- Klein-Budak: Buduș (Kisbodak)
- Klein-Däwätz: Diviciorii Mici (Kisdevecser)
- Kleindörfchen: Mititei (Mittye)
- Kleindörfel: Micești (Ompolykisfalud)
- Kleinenyed: Sângătin (Kisenyed)
- Kleinfarken: Delenii, ehem. Șaroșul Unguresc (Magyarsáros)
- Kleingrub: Băișoara (Járabánya)
- Klein-Hötzing: Hățăgel (Hacazsel)
- Klein-Ilva: Ilva Mică (Kisilva)
- Kleinkerz: Cârțișoara (Kercisóra)
- Kleinkopisch: Copșa Mică (Kiskapus)
- Kleinlasseln: Laslău Mic (Kisszentlászló)
- Kleinmühlbach: Sebeșel (Sebeshely)
- Kleinphlepsdorf: Filipișul Mic (Kisfülpös)
- Kleinpold: Apoldu de Jos (Kisapold)
- Kleinprobstdorf: Târnăvioara, bis 1958 Proștea Mică (Kisekemező)
- Klein-Rebern: Rebrișoara, ehem. Rebra Mică (Kisrebra)
- Klein-Rodendorf: Ostrovu Mic (Kisosztró)
- Kleinrumes: Romoșel (Romoszhely)
- Kleinschelken: Șeica Mică (Kisselyk)
- Kleinschenk: Cincșor (Kissink)
- Klein-Schergid: Cerghizel (Kiscserged)
- Kleinschergied: Cergăul Mic (Bolgárcserged)
- Kleinscheuern: Șura Mică (Kiscsűr)
- Kleinschlatten: Zlatna (Szász-Zalatna)
- Kleinschogen: Sieuț (Kissajó)
- Klein-Schulendorf: Ciula Mică (Kiscsula)
- Klein-Schwalbendorf: Așchileu Mic (Kisesküllő)
- Kleintalmesch: Tălmăcel (Kistalmács)
- Klitz: Cliț (Csűrfalva)
- Klosdorf (an der Kokel): Sînmiclăuș (Bethlenszentmiklós)
- Klosdorf (bei Reps): Cloașterf (Miklóstelke)
- Klosterdorf: Mănăstireni (Magyargyerőmonostor)
- Kokelburg: Cetatea de Baltă (Küküllővár)
- Kokt (bei Mühlbach): Cut (Kútfalva)
- Kokt (bei Ludasch): Cuci (Kutyfalva)
- Koliben: Romanești, ehem. Colibe (Kalibák)
- Köllendorf: Caila (Kajla)
- Komeloden: Comlod (Komlód)
- Königsberg: Crihalma (Királyhalma)
- Königsdorf: Paloș (Pálos)
- Konradsdorf: Poienița, ehem. Găinari (Oláhtyúkos)
- Kormosbach: Racoșul de Sus (Felsőrákos)
- Kormospatak: Comăna de Jos (Komána/Alsókomána/Komárom)
- Kragisen: Crăguiș (Kraguis)
- Krakau: Cricău (Boroskrakkó)
- Krapundorf: Ighiu (Magyarigen)
- Kratschendorf: Crăciunelu de Jos (Alsókarácsonfalva)
- Krautfeld: Bobâlna, ehem. Olpret (Bábolna oder Alparét)
- Krebsbach (bei Hermannstadt): Fântânele, ehem. Cacova Sibiului (Szebenkákova)
- Krebsbach (bei Kronstadt): Crizbav (Krizba)
- Krebsdorf: Dumbrava (Sebeskákova)
- Kreisch: Criș (Keresd)
- Kreischquell: Crișcior (Kristyór)
- Kreuz, Oberkreuz: Cristur-Șieu (Bethlenkeresztúr)
- Kreuz, Liebkreuz: Cristuru Secuiesc (Székelykeresztúr)
- Kreuzburg: Teliu (Keresztvár)
- Kreutzdorf: Bâra (Berekeresztúr)
- Kronstadt: Brașov (Brassó)
- Krotschendorf: Crăciunelu de Sus (Felsőkarácsonfalva)
- Krötschendorf: Crăciunel (Karácsonyfalva)
- Kruden: Coroi (Kóród)
- Kudschir: Cugir (Kudzsir)
- Kuschma: Cușma (Kusma)
- Kyrieleis: Chiraleș (Kerlés)

Flüsse und Region:
- Karasch: Caraș (Karas)
- Kleine Kokel: Târnava Mică (Kisküküllő)
- Kreisch: Criș (Körös)
- Kreischgebiet: Crișana (Körösvidék)

## L
Orte im Banat:
- Langenfeld: Câmpia (Néramező)
- Lapuschnik: Lăpușnicu Mare (Nagylaposnok)
- Lenauheim: Lenauheim (Csatád)
- Lichtenwald: Comeat (Komjath)
- Liebling: Liebling (Kedvencz)
- Lindenfeld: Lindenfeld (Karánberek)
- Lippa: Lipova (Lippa)
- Lowrin: Lovrin (Lovrin)
- Lugosch: Lugoj (Lugos)
- Lugoschel: Lugojel (Lugoshely)
- Lunga: Lunga (Kunszőllős)
- Lungawitza: Luncavița (Nagylankás)

Ort in der Bukowina:
- Luisenthal: Fundu Moldovei

Ort in der Maramuresch:
- Langenfeld: Câmpulung la Tisa (Hosszúmező)

Orte in Siebenbürgen:
- Ladmesch: Loamneș (Ladamos)
- Lammdorf (Bärendorf): Beriu (Berény)
- Lammsdorf: Loman (Lomány)
- Lampert: Zoreni (Lompérd)
- Langendorf (bei Mühlbach): Lancrăm (Lámkerék)
- Langendorf (bei Blasendorf): Lunca (Küküllőlonka)
- Langenthal (bei Blasendorf): Valea Lungă, ehem. Husăsău (Hosszúaszó)
- Langenthal (bei Tannenhof): Luncșoara (Lunksora)
- Lauterbach: Lotrioara (Latorvár)
- Leblang: Lovnic (Lemnek)
- Lechnitz: Lechința (Szászlekence)
- Ledermann: Lodroman (Lodormány)
- Lera: Luieriu (Lövér)
- Leppendorf: Lepindea (Leppend)
- Leresdorf: Șieu-Sfântu (Sajószentandrás)
- Lesch: Leșu (Les)
- Leschkirch: Nocrich (Újegyház)
- Liebfrauen: Sântămăria-Orlea (Őraljaboldogfalva)
- Liebfrauendorf/Mariendorf: Sântămăria de Piatră (Kőboldogfalva)
- Lona: Luna de Sus (Magyarlóna)
- Lörinzdorf: Leordeni, ehem. Lorința (Lőrincfalva)
- Ludasch: Luduș (Marosludas)
- Ludwigsdorf: Logig (Szászludvég)
- Ludwigsdorf: Cârlibaba Nouă (Radnalajosfalva)
- Luschka: Lușca (Szamospart)

Ort in der Walachei:
- Langenau: Câmpulung

Flüsse:
- Lauterbach: Lotru

## M
Orte im Banat:
- Marschina Margina (Marzsina)
- Matscha: Macea (Mácsa)
- Marienfeld: Teremia Mare (Máriafölde)
- Medwesch: Urseni (Medves, Magyarmedves)
- Mehadika: Mehadica (Mehadika, Kismiháld)
- Mercydorf: Carani (Mercyfalva)
- Monostor: Mănăștiur (Bégamonostor)
- (Alt)Moschnitz: Moșnița Veche (Mosnicza)
- Montan Saska: Sasca Montană (Szászkabánya)
- Morawitz: Moravița (Moravicz)
- Moritzfeld: Măureni (Mritzföld)

Ort in der Bukowina:
- Mariensee: Cârlibaba Veche

Orte im Kreischgebiet:
- Margarethen Marghita (Margitta)
- Matscha Macea (Mácsa)
- Moniasa: Moneasa (Menyháza)

Ort in der Maramuresch:
- Marmaroschsiget: Sighetu Marmației (Máramarossziget)

Ort in der Moldau:
- Moldenmarkt: Slănic-Moldova (Slanik)

Orte in Siebenbürgen:
- Magarei: Pelișor, ehem. Măgărei (Magaré)
- Maier: Maieru (Major)
- Makendorf: Mocod (Szamosmákod)
- Maldorf: Domald (Domáld)
- Malmkrog: Mălâncrav (Almakerék)
- Maniersch: Măgheruș (Küküllőmagyaros)
- Mardisch: Moardăș (Mardos)
- Margarethen: Sânmărghita (Szentmargita)
- Marienburg (bei Kronstadt): Feldioara (Földvár)
- Marienburg (bei Schäßburg): Hetiur (Hétúr)
- Marisel: Mărișel (Havasnagyfalu)
- Markod: Mărculeni (Márkod)
- Marktschelken: Șeica Mare (Nagyselyk)
- Markesdorf: Mărcuș (Márkos)
- Marpod: Marpod (Márpod)
- Martelsfeld: Sânmărtinu de Câmpie (Mezőszentmárton)
- Martinsberg: Șomartin (Mártonhegy)
- Martinsdorf: Metiș, ehem. Metișdorf (Szász-Mártonfalva)
- Mathesdorf: Matei (Szentmáté)
- Mattersdorf: Mateiaș (Mátéfalva)
- Mausdorf: Frunzeni (Mezőharasztos)
- Mausdorf: Săcalu de Pădure (Erdőszakál)
- Mediasch: Mediaș (Medgyes)
- Meeburg: Beia (Homoródbene)
- Mergeln: Merghindeal (Morgonda)
- Meschen: Moșna (Szász-Muzsna)
- Meschendorf: Meșendorf (Mese)
- Mettersdorf: Dumitra (Nagydemeter)
- Miereschhall: Ocna Mureș (Marosújvár)
- Michelsberg: Cisnădioara (Kisdisznód)
- Michelsdorf (bei Bistritz): Sânmihaiu de Câmpie (Mezőszentmihály)
- Michelsdorf (an der Kokel): Veseuș (Szásznagyvesszős)
- Michelsdorf (bei Marktschelken): Boarta (Mihályfalva)
- Mikelsdorf: Someșeni (Szamosfalva)
- Mikesdorf: Părău (Páró)
- Mikluden: Iclod (Iklód)
- Mildenburg: Alămor (Alamor)
- Minarken: Monariu (Malomárka)
- Mindorf: Monor (Monorfalva)
- Minerau: Mănerău (Magyarosd)
- Mitteldorf: Chiuza (Középfalva)
- Moden: Mada (Máda)
- Moesch: Moieciu (Alsómoécs)
- Mogura: Măgura Ilvei (Magura)
- Moichen: Mohu (Móh)
- Mönchsdorf: Brateș (Barátos)
- Mönchsdorf: Herina (Harina)
- Moritzdorf: Moruț (Aranyosmóric)
- Mortesdorf: Motiș, ehem. Motișdorf (Mártontelke)
- Motsch: Mociu (Mócs)
- Mühlbach: Sebeș (Szászsebes)
- Mühlendorf: Râu de Mori, ehem. Suseni (Malomvíz)
- Mukendorf: Grânari, ehem. Mucundorf (Nagymoha)
- Muncsel: Muncel (Hegyköz)
- Myttersdorf: Dumitra (Demeterpataka)

Flüsse und Regionen:
- Mieresch/Marosch: Mureș (Maros)
- Moldau: Moldova
- Moldau: Moldova (Moldva)
- Motzenland: Țara Moților (Mócvidék)

## N
Orte im Banat:
- Nadlak: Nădlac (Nagylak)
- Nadasch: Nadăș (Mélynádas)
- Nadosch: Naidăș (Néranádas)
- Nero: Nerău (Nyerö)
- Neuarad: Aradul Nou (Újarad)
- Neubeschenowa: Dudeștii Noi (Újbesenyö)
- Neuburg an der Bega: Uivar (Újvár)
- Neudorf: Neudorf (Temesújfalu)
- Neuhof: Bogda (Rigósfürdö, Bogdarigós)
- Neumoldowa: Moldova Nouă (Újmoldova)
- Neumoschnitz: Moșnița Nouă (Újmosnica, Mosnicapuszta)
- Neupanat: Horia (Újpanát)
- Neupetsch/Ulmbach: Peciu Nou (Újpécs)
- Neusanktpeter: Sânpetrul Nou (Újszentpéter), heute Teil von Großsanktpeter
- Neusiedel auf der Heide/Uihel: Satu Nou/Uihei (Újhely)
- Neusentesch, Neu-Sentesch Dumbrăvița (Újszentes)
- Nitzkydorf: Nițchidorf (Niczkyfalva)

Ort im Kreischgebiet:
- Neupalota: Palota (Újpalota)
- Neu-Simand: Zimandu Nou (Zimándújfalu)

Orte in Siebenbürgen:
- Nadesch: Nadeș (Szásznádas)
- Nausatz: Lunca (Aranyoslonka)
- Neithausen: Netuș (Netus)
- Neppendorf: Turnișor (Kis-Torony)
- Netz: Nețeni (Nec)
- Neudorf (bei Broos): Vaidei (Vajdej)
- Neudorf (bei Straßburg): Rădești, ehem. Tâmpăhaza (Tompaháza)
- Neudorf (bei Hermannstadt): Nou (Szászújfalu)
- Neudorf (bei Kronstadt): Satu Nou (Barca-Újfalu)
- Neudorf (bei Schäßburg): Nou Săsesc (Apaújfalu)
- Neudorf (bei Karlsburg): Ohaba (Székásszabadja)
- Neudorf (bei Bethlen): Tăure (Tóhát)
- Neudorf (bei Radnuten): Vaideiu (Mezőújfalu)
- Neuflaigen: Mureni, ehem. Sedriaș (Szederjes)
- Neumarkt am Mieresch: Târgu Mureș (Marosvásárhely)
- Neu-Rodna, ehem. Schantz: Șanț, ehem Rodna Nouă (Újradna)
- Neuschloss: Gherla (Szamosújvár)
- Neustadt (bei Kronstadt): Cristian (Brașov) (Keresztényfalva)
- Neustadt (bei Agnetheln): Noiștat (Újváros)
- Neutauchen: (siehe Törzdorf)
- Nickelsdorf: Mica (Mikefalva)
- Niedereidisch: Ideciu de Jos (Alsóidecs)
- Nieder-Kreuz: Cristeștii Ciceului (Csicsókeresztúr)
- Niederneudorf: Corvinești, ehem. Uifalăul Săsesc (Szászújfalu)
- Nieresch: Nireș (Szász-Nyíres)
- Niklasmarkt: Gheorgheni (Gyergyószentmiklós)
- Nimesch: Nemșa (Nemes)
- Nindorf: Nimigea (Nemegye)
- Nösen (alter Name für Bistritz): Bistrița (Beszterce)
- Nussendorf: Năsăud (Naszód)
- Nußbach: Măieruș (Szászmagyaros)
- Nußschloss: Stremț (Diód)

Flüsse und Regionen:
- Nera: Nera (Néra)
- Nera-Klamm: Cheile Nerei
- Nösnerland: Țara Năsăudului

## O
Orte im Banat:
- Obais: Opatița (Magyarapáca)
- Obrescha: Obreja (Obrézsa)
- Omor: Rovinița Mare (Omor)
- Orawitz: Oravița (Oravica)
- Orschowa: Orșova (Orsova)
- Orzydorf: Orțișoara (Orczyfalva)
- Ostern: Comloșu Mic (Kiskomlos)
- Otelek: Otelec (Ótelek)
- Ötwösch: Otvești (Ötvösd)

Orte in der Bukowina:
- Oberwikow: Vicovu de Sus

Ort im Kreischgebiet:
- Ottlaka: Grăniceri (Ottlaka)

Orte in der Maramuresch:
- Oberrohnen: Rona de Sus (Felsőróna)
- Oberwischau: Vișeu de Sus (Felsővisó)

Orte in Siebenbürgen:
- Oberarpasch: Arpașu de Sus (Felsőárpás)
- Oberblasendorf: Blăjenii de Sus (Felsőbalázsfalva)
- Ober-Borgen: Susenii Bârgăului (Felsőborgó)
- Oberbornbach: Porumbacu de Sus (Felsőporumbák)
- Oberbrodsdorf: Vinerea (Felkenyér)
- Ober-Brooserbach: Orăștioara de Sus (Felsővárosviz)
- Obereidisch: Ideciu de Sus (Felsőidecs)
- Obergesäß: Ghijasa de Sus (Felsőgezés)
- Oberkerz: Streza-Cârțișoara (Strezakercisóra)
- Ober-Kiher: Chiheru de Sus (Felsőköhér)
- Oberkreuz: Cristur-Șieu (Bethlenkeresztúr)
- Obermoesch: Moieciu de Sus (Felsőmoécs)
- Obermühlendorf: Sâmbăta de Sus (Felsőszombatfalva)
- Oberneudorf: Satu Nou (Felsőszászújfalu)
- Oberrübendorf: Vătava, ehem. Râpa de Sus (Felsőrépa)
- Obersebesch: Sebiș (Sajófelsősebes)
- Oberschewesch: Sebeșu de Sus (Felsősebes)
- Obertömösch: Timișu de Sus (Felsőtömös)
- Oberwinz: Unirea, ehem. Vințu de Sus (Felvinc)
- Ober-Wolfsdorf: Fărcădin (Felsőfarkadin)
- Ochsendorf: Boița (Bojca)
- Odendorf: Apalina (Abafája)
- Oderhellen (Hofmarkt): Odorheiu Secuiesc (Székelyudvarhely)
- Offenburg: Baia de Arieș, ehem. Ofenbaia (Aranyosbánya)
- Okne: Ocnița (Mezőakna)

## P
Orte im Banat:
- Paltinisch (Walia Boul): Păltiniș (Ökörpatak)
- Panjowa: Paniova (Panyó)
- Pankota: Pâncota (Pankota)
- Paratz: Parța (Paracz)
- Partosch: Partoș (Partos)
- Paulisch: Păuliș (Pálos)
- Perjamosch: Periam (Perjámos)
- Perkos: Percosova (Berkeszfalu)
- Pesak: Pesac (Peszak)
- Porgany: Pordeanu (Porgány)
- Prebul: Brebu (Perlő)

Orte im Kreischgebiet:
- Pell: Pilu (Nagypél)
- Petrisch: Petriș (Marospetres)
- Petschka: Pecica (Pécska)
- Paulisch: Păuliș (Pálos)

Orte in Siebenbürgen:
- Panagen: Pănade (Panád)
- Paßbusch: Posmuș (Paszmos)
- Perkass: Pricaz (Perkász)
- Pernseifen: Băița (Boica)
- Peschendorf: Stejărenii, ehem. Beșa (Bese)
- Petersberg: Sânpetru (Barcaszentpéter)
- Petersdorf (bei Bistritz): Petriș (Petres)
- Petersdorf (bei Blasendorf): Petrisat (Magyarpéterfalva)
- Petersdorf (bei Mühlbach): Petrești, ehem. Petrifalău (Péterfalva)
- Petersdorf (bei Marktschelken): Petiș, ehem. Petișdorf (Kispéterfalva)
- Petersdorf (bei Sächsisch-Regen): Petrilaca de Mureș (Magyarpéterlaka)
- Petersheim: Petrilaca (Oláhpéterlaka)
- Petroschen, ehem. Steinthal: Petroșani (Petrozsény)
- Petsch: Petecu (Petek)
- Pintak (bei Wallendorf): Slătinița, ehem. Pintic (Pinták)
- Pintak (bei Tekendorf): Pinticiu (Szászpéntek)
- Pokendorf: Păingeni (Póka)
- Poppendorf: Popești (Popesd)
- Potschendorf: Păucișoara (Küküllőpócsfalva)
- Pränzdorf: Suseni (Marosfelfalu)
- Pretai: Brateiu (Baráthely)
- Probstdorf: Stejărișu, früher Proștea (Prépostfalva)
- Pruden: Prod (Prod)
- Pürkeretz: Purcăreni (Pürkerec)
- Puschendorf: Păucea (Pócstelke)
- Puschendorf: Poșaga (Podsága)

Flüsse und Regionen:
- Prahova: Prahova
- Prahovatal: Valea Prahovei
- Pruth: Prut

## R
Orte im Banat:
- Rakowitza: Racovița (Rakovicza)
- Rekasch: Recaș (Temesrékás)
- Reschitz: Reșița (Resiczabánya)
- Rittberg: Tormac (Végvár)
- Roderia: Eftimie Murgu (Ógerlistye)
- Ruskitza: Rușchița (Ruszkica)
- Rußberg: Rusca Montană (Ruszkabánya)

Ort in der Bukowina
- Radautz: Rădăuți (Rádóc)

Ort in der Maramuresch:
- Reußenau: Poienile de sub Munte (Ruszpolyána)
- Rohnen: Coștiui (Rónaszék)

Ort in der Moldau:
- Romesmarkt: Roman (Románvásár)

Orte in Siebenbürgen:
- Radeln: Roadeș (Rádos)
- Radelsdorf: Ragla (Rágla)
- Radnuten: Iernut (Radnót)
- Ragelsdorf: Ragla (Rágla)
- Raitzen: Sârbi, ehem. Sărbu-Valea Lungă (Szirb)
- Rakowitz: Racovița (Oltrákovica)
- Ratsch: Racoș (Alsórákos)
- Rätsch: Reciu (Szebenrécse)
- Rauthal: Roandola (Rudály)
- Reckentek: Reteag (Retteg)
- Reichau: Răhău (Rehó)
- Reichesdorf: Richiș, ehem. Richișdorf (Riomfalva)
- Reitholz: Răstolț (Nagyrajtolc)
- Rekitta: Răchita (Rekitta)
- Reps: Rupea, ehem. Cohalm (Kőhalom)
- Retersdorf: Retiș (Réten)
- Reußdorf: Cund (Kund)
- Reußdörfchen: Rusciori (Oroszcsűr)
- Reußen (bei Mediasch): Ruși (Rüsz)
- Reußen (bei Bistritz): Rusu Bîrgăului (Oroszborgó)
- Reußen (bei Bistritz): Sărățel (Szeretfalva)
- Reußen (bei Sächsisch-Regen): Deleni, ehem. Potoc (Oroszidecs)
- Reußischdorf: Solovăstru (Görgényoroszfalu)
- Reußmarkt: Miercurea Sibiului (Szerdahely)
- Reußwald: Orosfaia
- Rode: Zagăr (Zágor)
- Rodenau: Rodna (Óradna)
- Rodt: Rod (Ród)
- Rohrbach: Rodbav (Nádpatak)
- Rosch: Răvășel (Rovás)
- Roseln: Ruja (Rozsonda)
- Rosenau: Râșnov (Barcarozsnyó)
- Roter Turm: Turnu Roșu (Vöröstorony)
- Rothbach: Rotbav (Szászveresmart)
- Rothberg: Roșia (Veresmart)
- Rothkirch (bei Bistritz): Strugureni, ehem. Virișhaza (Mezőveresegyháza)
- Rothkirch (bei Mühlbach): Roșia de Secaș (Székásveresegyháza)
- Rotseifen: (siehe Goldbach)
- Ruckersdorf: Rucăr (Rukkor)
- Rumänisch Baierdorf: Mintiu (Oláhnémeti)
- Rumänisch Budak: Budacul de Sus (Felsőbudak)
- Rumänisch Eibesdorf: Ighișul Vechi, ehem. Ibișdorful Român (Oláhivánfalva)
- Rumänisch Lasseln: Laslău Mare (Nagyszentlászló)
- Rumänisch Neudorf: Noul Român (Oláhújfalu)
- Rumänisch Pien: Pianu de Sus, ehem. Pianu Românesc (Felsőpián)
- Rumänisch Sankt Georgen: Sângeorz-Băi (Oláhszentgyörgy)
- Rumänisch Tekes: Ticușul Nou (Felsőtyúkos)
- Rumes: Romos (Romosz)

Seen, Pässe und Regionen
- Reener Ländchen: Ținutul Reghinului
- Roter See: Lacul Roșu
- Roter Turm Pass: Pasul Turnu Roșu (Vöröstoronyi-szoros)

## S
Orte im Banat:
- Sackelhausen: Săcălaz (Szakálháza)
- Saderlach: Zădăreni (Zadorlak)
- Sanktandreas: Sânandrei (Szentandrás)
- Sanktanna: Sântana (Újszentanna)
- Sanktgeorg: Sângeorge (Tárnokszentgyörgy)
- Sanktmartin: Sânmartin (Szentmartin)
- Sarafol: Saravale (Sárafalva)
- Sarand: Zărand (Zaránd)
- Satschowa: Sacu (Szákul)
- Schadan: Cornești (Mezőzsadány)
- Schag: Șag (Temesság)
- Schebel: Jebel (Széphely)
- Scheidin: Șeitin (Sajtény)
- Schidovar: Jdioara (Zsidóvár)
- Schidovin: Berzovia (Zsidovin)
- Schimonydorf: Satu Nou (Simonyfalva)
- Schipet: Șipet (Sebed)
- Schischtarowetz: Șiștarovăț (Sistaróc)
- Schöndorf: Frumușeni (Szépfalu)
- Schoschdea: Șoșdea (Sósd)
- Schnellersruhe: Bigăr (Bigér)
- Segenthau: Șagu (Németság)
- Sekasch: Secaș (Temesszékás)
- Sekeschut: Secusigiu (Székesút)
- Sekul: Secu (Szekul)
- Sentlein/Sanlean: Sânleani (Szentleanyfalva)
- Serbisch-Sanktmartin: Sânmartinu Sârbesc (Szerbszentmárton)
- Setschan: Seceani (Temesszécsény)
- Sigmundhausen: Murășel (Zsigmondháza)
- Silasch: Silagiu (Szilas, Nagyszilas)
- Silwaschel: Sălbăgel (Szilváshely)
- Slatina: Slatina-Timiș (Temesszlatina)
- Steierdorf: Anina (Stájerlakanina)
- Steinacker: Nădrag (Nadrág)
- Stempeldorf: Știnăpari (Máriahavas)
- Susanowetz: Șanovița (Sziklás)

Orte in der Bukowina:
- Sereth: Siret
- Suczawa/Sutschawa: Suceava (Szucsáva)

Orte im Kreischgebiet:
- Sarand: Zărand (Zaránd)
- Sathmar: Satu Mare (Szatmárnémeti)
- Scheidin: Șeitin (Sajtény)
- Schofronia: Șofronea (Sofronya)
- Schomlenmarkt: Șimleu Silvaniei (Szilágysomlyó)
- Sebesch: Sebiș (Borossebes)
- Semlak: Semlac (Szemlak)
- Siben: Jibou (Zsibó)
- Silingyia: Șilindia (Selénd)
- Schimand: Șimand (Alsósimánd)

Orte in Siebenbürgen:
- Sachsenbach: Spătac (Szászpatak)
- Sachsendorf: Săsăuș (Szászfalu)
- Sachsenthal: Valea Sasului (Szászvölgye, veraltet: Válje Szászului)
- Sächsisch Regen (Sächsisch Reen): Reghin (Szászrégen)
- Sacken: Jacu (Oláhzsákod)
- Sakadat: Săcădate (Oltszakadát)
- Salz: Sărata (Sófalva)
- Salzau: Jabenița (Görgénysóakna)
- Salzbach: Șăușa (Sóspatak)
- Salzberg: Praid (Parajd)
- Salzburg: Ocna Sibiului (Vizakna)
- Salzdorf (bei Desch): Ocna Dejului (Désakna)
- Salzdorf (bei Hermannstadt): Sărata (Szarata)
- Salzgrub: Cojocna (Kolozs)
- Sameschdorf: Zam (Zám)
- Sankt Andreas: Sântu (Mezőszentandrás)
- Sankt Egidius: Sântejude
- Sankt Emmerich: Sântimbru (Csíkszentimre)
- Sankt Georgen auf der Heide: Sângeorgiu de Pădure (Erdőszentgyörgy)
- Sankt Georgen (bei Kronstadt): Sfântu Gheorghe (Sepsiszentgyörgy)
- Sankt Georgen (bei Bistritz): Sângeorzu Nou (Szászszentgyörgy)
- Sankt Görgen: Sângeorgiu de Câmpie, ehem. Sângeorz (Uzdiszentgyörgy)
- Sankt Gotthard: Gothatea (Gothátya)
- Sankt Gotthard: Sucutard
- Sankt Marten: Mărtiniș (Homoródszentmárton)
- Sankt Martin: Târnăveni, ehem. Diciosânmartin (Dicsőszentmárton)
- Sauerbrunn: Anieș (Dombhátfürdő)
- Schaal: Șoala (Sálya)
- Schaas: Șaeș (Segesd)
- Schaldorf: Mihăileni, ehem. Șaldorf (Sálfalva)
- Schalko: Șalcău (Salko)
- Schalmen: Șoimuș (Küküllősolymos)
- Schamagosch: Ciumești (Csomaköz)
- Scharberg: Dumbrăvioara (Sáromberke)
- Schard (bei Schäßburg): Șoard (Küküllősárd)
- Schard (bei Karlsburg): Șard (Sárd)
- Schardörfel: Mag (Mág)
- Scharosch (bei Fogarasch): Șoarș (Sáros)
- Scharosch (an der Kokel oder bei Mediasch): Șaroș pe Tîrnave (Szászsáros)
- Scharpendorf: Glodeni, ehem. Șarpotoc (Marossárpatak)
- Schäßburg: Sighișoara (Segesvár)
- Schelken: Jeica (Zselyk)
- Schellbach: Râu Bărbat (Borbátvíz)
- Schellenberg: Șelimbăr (Sellenberk)
- Schenkendorf: Ciugud (Maroscsüged)
- Schergied: Cergău (Cserged / Csergőd)
- Scherling: Măgurele (Serling)
- Schirak: Florești, ehem. Vireag (Virágosberék)
- Schirkanyen: Șercaia (Sárkány)
- Schlatt: Zlagna (Szászzalatna)
- Schlosswall: Unguraș (Bálványosváralja)
- Schmiegen: Șmig (Somogyom)
- Schnakendorf: Dumbrăvița, ehem. Țânțari (Szunyogszég)
- Scholten: Cenade (Szászcsanád)
- Schönau: Șona (Szépmező)
- Schönberg: Dealul Frumos, ehem. Șulumberg (Lesses)
- Schönbirk: Goreni (Dedrádszéplak)
- Schönbirk: Sigmir (Szépnyir)
- Schöndorf: Suplac (Küküllőszéplak)
- Schönen: Șona (Sona)
- Schomlenmarkt: Șimleu Silvaniei (Szilágysomlyó)
- Schorpendorf: Șapartoc (Sárpatak)
- Schorsten: Șoroștin (Sorostély)
- Schwarzwasser: Săcel (Szecsel)
- Schweinsdorf: Turnu Roșu, ehem. Porcești (Porcsesd)
- Schweis: Săsciori (Szászcsór)
- Schweischer: Fișer (Sövénység)
- Sebeschel: Sibișel (Ósebeshely)
- Secken: Sic (Szék)
- Serdresch: (siehe Neuflaigen)
- Seiburg: Jibert (Zsiberk)
- Seiden: Jidvei (Zsidve)
- Seimesbach: Șimon (Simon)
- Seligstadt: Seliștat (Boldogváros)
- Senndorf: Jelna (Kiszsolna)
- Sensenhammer: Govăjdia (Kaszabánya)
- Siben: Jibou (Zsibó)
- Siebendorf: Șopteriu (Septér)
- Siebendörfer: Săcele (Hétfalu)
- Sikewitza: Sichevița (Szikesfalu)
- Silwasch: Silivaș (Vízszilvás)
- Simkragen: Șintereag (Somkerék)
- Simonsdorf/Seimersdorf: Simionești, ehem. Șimontelnic (Simontelke)
- Simtschal: Sâncel (Szancsal)
- Sinna: Jina (Zsinna)
- Sommer: Jimbor (Szászzsombor)
- Sommerburg: Jimbor (Székelyzsombor)
- Somosdorf: (siehe Futak)
- Spring: Șpring (Spring)
- Städterdorf: Rășinari (Resinár)
- Standorf: Scoreiu (Szkoré)
- Stein (bei Marktschelken): Ștenea (Isztina)
- Stein (bei Reps): Dacia, ehem. Ștena (Garat)
- Steindorf: Ohaba de sub Piatră (Kőaljaohába)
- Steinthal: (siehe Petroschen)
- Stolzenburg: Slimnic (Szelindek)
- Strägendorf: Strungari (Sztrugár)
- Straßburg (am Mieresch): Aiud (Nagyenyed)
- Streitfort: Mercheașa (Mirkvásár)
- Stumpach: Blandiana (Maroskarna)
- Susendorf: Josani (Zsoszány)
- Szeklerburg: Miercurea Ciuc (Csíkszereda)
- Szeklerkreuz: Cristuru Secuiesc (Székelykeresztúr)
- Szekler Neumarkt: Târgu Secuiesc (Kézdivásárhely)
- Schulerau: Poiana Brașov

Flüsse und Regionen:
- Schil/Schiel: Jiu (Zsil)
- Schiltal: Valea Jiului
- Schnelle Kreisch: Crișul Repede (Sebes-Körös)
- Schogen: Șieu (Sajó)
- Schwarzbach: Râul Negru
- Schwarze Kreisch: Crișul Negru (Fekete-Körös)
- Sereth: Siret (Szeret)
- Somesch/Samosch: Someș (Szamos)
- Szeklerland: Ținutul Secuiesc (Székelyföld)

## T
Orte im Banat:
- Talpaschez: Dalboșeț (Dalbosec, Dalbosfalva)
- Temeschburg/Temeswar: Timișoara (Temesvár)
- Temesch-Slatina: Slatina-Timiș (Temesszlatina)
- Teplitz: Topleț (Csernahéviz)
- Teregowa: Teregova (Teregova)
- Theresienstadt: Vinga (Vinga)
- Tirnowa: Târnova (Tornó)
- Tolwadin: Livezile (Timiș) (Tolvád)
- Thodier: Toager (Tógyér)
- Tomescht: Tomești (Timiș) (Tamásd)
- Töplitz: Topleț (Toplecz, Csernahévíz)
- Traunau: Aluniș (Cserálja)
- Triebswetter: Tomnatic (Nagyösz)
- Tschakowa: Ciacova (Csák)
- Tschanad: Cenad (Csanád)
- Tschawosch: Grănicerii (Csávos)
- Tschene: Cenei (Csene)
- Tschiklowa: Ciclova Montană (Csíklóbánya)
- Tschukitsch, Zukisch: Ciuchici (Tyukó, Csukits)
- Türkisch Sakosch: Sacoșu Turcesc (Törökszákos)

Orte im Kreischgebiet:
- Tautz: Tauț (Feltót)
- Ternova: Târnova (Tornova)
- Trestenburg: Tășnad (Tasnád)
- Tschutsch: Vârfurile, ehem. Ciuci (Halmágycsúcs)

Orte in Siebenbürgen:
- Talmesch: Tălmaciu (Nagytalmács)
- Tannenau: Noua (Noa)
- Tannenhof: Leghia (Jegenye)
- Tarteln: Toarcla (Kisprázsmár)
- Tartlau: Prejmer (Prázsmár)
- Taterloch: Tătârlaua (Felsőtatárlaka)
- Tatsch: Tonciu (Tács)
- Tekendorf: Teaca (Teke)
- Teltsch: Telciu (Telcs)
- Tesch: Tonciu (Tancs)
- Tetscheln: Aciliu (Ecsellő)
- Teufelsbrunn: Treznea (Ördögkút)
- Teufelsdorf: Vânători, ehem. Hașfalău (Héjjasfalva)
- Thalheim: Daia (Dolmány)
- Thierdorf: Hobița (Hobica)
- Thorenburg: Turda (Torda)
- Thorstadt: Doștat (Hosszutelke)
- Thurndorf: Târnăvița (Tirnavica)
- Tilischka: Tilișca (Tilicske)
- Tobsdorf: Dupuș, ehem. Dupușdorf (Táblás)
- Toperdorf: Torba, ehem Torboslău (Torboszló)
- Topesdorf: Câmpeni (Topánfalva)
- Tordesch: Turdaș (Tordos)
- Töplitz: Toplița (Maroshévíz)
- Törnen: Păuca (Pókafalva)
- Törzburg: Bran (Törcsvár)
- Törzdorf: Tohanu Nou (Újtohán)
- Trappold: Apold, ehem. Trapold (Apold)
- Traßten: Lunca (Tekeújfalu)
- Treppen: Tărpiu (Szásztörpény)
- Trockenbach: Valea Seacă (Szárazpatak)
- Troschen: Drașov (Drassó)
- Tschapertsch: Topârcea (Toporcsa)
- Tschippendorf: Cepari, ehem. Cepan (Csépán)
- Tussen: Tușinu (Tuson)
- Tustendorf: Tuștea (Tustya)
- Tutendorf: Glogoveț (Glogovác)

Flüsse:
- Temesch: Timiș (Temes)
- Theiß: Tisa (Tisza)
- Tscherna: Cerna (Cserna)

## U
Orte im Banat:
- Überland: Giarmata-Vii (Szőlőtelep)
- Uiwar/Neuburg an der Bega: Uivar (Újvár)
- Uihel/Neusiedel auf der Heide: Satu Nou/Uihei (Újhely)
- Ulmbach/Neupetsch: Peciu Nou (Újbécs)
- Ungarisch-Sanktmartin: Sânmartinu Maghiar (Magyarszentmárton)
- Utwin: Utvin (Ötvény)

Ort in der Bukowina (Buchenland):
- Unterwikow: Vicovu de Jos

Ort in der Maramuresch:
- Ungarisch-Laposch/Eberfeld: Târgu Lăpuș, ehem. Lăpușu Unguresc (Magyarlápos)
- Unterwischau: Vișeu de Jos (Alsóviső)

Orte in Siebenbürgen:
- Ungarisch Birk: Beica de Jos, ehem. Beica Ungurească (Alsóbölkény)
- Ungarisch Regen (Ungarisch Reen): Reghin Sat (Magyarrégen)
- Ungarisch-Sacken: Jacodu (Magyarzsákod)
- Ungersdorf: Șieu-Măgheruș (Sajómagyaros)
- Ungefug: Angofa
- Unterarpasch: Arpașu de Jos (Alsóárpás)
- Unterblasendorf: Blăjenii de Jos (Alsóbalázsfalva)
- Unter-Borgen: Josenii Bârgăului (Alsóborgó)
- Unterbornbach: Porumbacu de Jos (Alsőporumbák)
- Unterbrodsdorf: Șibot (Alkenyér)
- Unterbrooserbach: Orăștioara de Jos (Alsóvárosvíz)
- Untergesäß: Ghijasa de Jos (Alsógezés)
- Unterhanenberg: Galda de Jos (Alsógáld)
- Unter-Kiher: Chiheru de Jos (Alsóköhér)
- Unterkumanen: Comăna de Jos (Alsókomána)
- Unter-Lappendorf: Lăpugiu de Jos (Alsólapugy)
- Unter-Mühlendorf: Sâmbăta de Jos (Alsó-Szombatfalva)
- Unter-Pflaumdorf: Silvașu de Jos (Alsószilvás)
- Unterrohrbach: Jichișu de Jos (Alsógyékényes)
- Unterrübendorf: Rîpa de Jos (Alsórépa)
- Untersebesch (bei Bistritz): Ruștior (Sajósebes)
- Unterschewesch (bei Hermannstadt): Sebeșu de Jos (Oltalsósebes)
- Untervenitze: Veneția de Jos (Alsóvenice)
- Unterwald: Sub Pădure (Erdőalja)
- Unterwardein: Oarda de Jos (Alsómarosváradja)
- Unterwinz: (siehe Winz)
- Unter-Wittendorf: Viștea de Jos (Alsóvist)
- Unter-Wolfsdorf: General Berthelot, ehem. Unirea (Alsófarkadin)
- Urmenen: Armeni (Örményszékes)
- Urwegen: Gârbova (Szászorbó)
- Usendorf: Ozun (Uzon)

## V
Ort im Kreischgebiet:
- Varschand: Olari, ehem. Vârșand (Varsánd)

Orte in Siebenbürgen:
- Vajasd: Oiejdea (Vajasd)
- Viktoriastadt: Victoria (Viktoriavaros)
- Vitzka: Vețca (Székelyvécke)

Flüsse:
- Vedea: Vedea

## W
Orte im Banat:
- Waldau: Șoșdea (Sósd)
- Walkan: Valcani (Valkány)
- Warjasch: Variaș (Varjas)
- Waradia: Vărădia (Varadia)
- Weidenthal: Brebu Nou (Temesfö)
- Wetschehausen (Morgenstern): Petroasa Mare (Vecseháza)
- Wiesenhaid: Tisa Nouă (Réthát)
- Winga: Vinga (Vinga)
- Wiseschdia: Vizejdia (Vizesd)
- Woislowa: Voislova (Szörénybalázsd)
- Wojteg: Voiteg (Vojtek)
- Wolfsberg: Gărâna (Szörényordas)
- Weidenheim: Răchita (Ruszkitzatelep)
- Wolfswiese: Poiana (Sebesmezo)

Ort im Kreischgebiet:
- Waradia: Vărădia de Mureș (Tótvárad)
- Wüst-Görgen: Giurtelecu Șimleului (Somlyógyőrtelek, Győrtelek)

Orte in Siebenbürgen:
- Walachisch-Eibesdorf: Ighișu Vechi, ehem. Ighișdorf (Oláhivánfalva)
- Walachisch-Nadesch: Nadăşa (Görgénynádas)
- Walachisch-Neudorf: Nou Român (Oláhújfalu)
- Walachisch-Nindorf: Nimigea de Sus (Oláhnemegye)
- Walachisch-Stein: siehe Stein (bei Marktschelken)
- Walachisch-Tekes: Ticușu Nou (Felsőtyúkos)
- Walddorf: Ardeu (Erdőfalva)
- Waldhüter: Pădureni (Erdeiházak)
- Waldhütten: Valchid (Váldhíd)
- Waldrücken: Dumbrava (Kajnásza)
- Walken: Văleni, ehem. Vîlcău-Unguresc, Valcău (Magyarvalkó, Valkó)
- Walkmühlen: Dârste (Derestye)
- Wallendorf (bei Bistritz): Unirea, ehem. Aldorf (Aldorf)
- Wallendorf (bei Kronstadt): Văleni, ehem. Valendorf (Dombos)
- Waltersdorf: Dumitrița (Kisdemeter)
- Warmwasser: Hoghiz (Olthévíz)
- Warthe: Limba (Lombfalva)
- Wassid: Veseud (Szászvessződ)
- Weichseldorf (bei Straßburg am Mieresch): Meșcreac (Meggykerék)
- Weichseldorf (bei Neumarkt am Mieresch): Sâncraiu de Mureș (Marosszentkirály)
- Weidenbach: Ghimbav (Vidombák)
- Weidendorf (bei Diemrich): Fizeș (Füzesd)
- Weidendorf (bei Hatzeg): Răchitova (Reketyefalva)
- Weiersdorf: Tău (Székástóhát)
- Weilau: Uila (Vajola)
- Weingartskirchen: Vingard (Vingárd)
- Weißdorf: Federi (Fégyér)
- Weißhorn: Săsarm (Szeszárma)
- Weißkirch (bei Bistritz): Albeștii Bistriței, ehem. Ferihaza (Fehéregyház)
- Weißkirch (bei Schäßburg): Albești, ehem. Ferihaz (Fehéregyháza)
- Weißkirchen: Nandru (Nándor)
- Weißwasser: Râu Alb (Fehérvíz)
- Wepeschdorf: Pipea (Pipe)
- Werare: Nepos, ehem. Vărarea (Várorja)
- Werd: Vărd (Vérd)
- Wermesch: Vermeș (Vermes)
- Westen: Veștem (Vesztény)
- Wetsch: Brâncovenești, ehem. Ieciu (Marosvécs)
- Wetscherd: Vecerd (Vecsérd)
- Wiesendorf: Visca (Viszka)
- Windau: Ghinda (Vinda)
- Winddorf: Sălișca (Szelecske)
- Winsberg: Orlat (Orlát)
- Winz (Winzendorf): Vințu de Jos (Alvinc)
- Witzau: Vița (Vice)
- Wlachendorf: Vlăhița (Szentegyháza, veraltet: Oláhfalu)
- Wladein: Vlădeni (Vledény)
- Woiwoden: Vaidei (Vajdej)
- Wolfsbach: Valea Lupului (Farkaspatak)
- Wolfsdorf: Lupșa (Lupsa; Nagylupsa)
- Wolkendorf (bei Kronstadt): Vulcan (Szászvolkány)
- Wolkendorf (bei Schäßburg): Vulcan (Volkány)
- Wolkersdorf: Vulcan (Zsilyvajdevulkan)
- Wolldorf: Voila (Vojlea)
- Wölz: Velț (Völc)
- Woßling: Țeline (Pusztacelina)
- Wurmloch: Valea Viilor, ehem. Vorumloc (Nagybaromlaka)

Flüsse:
- Wischau: Vișeu (Visó)
- Weidenbach: Ghimbășel (Barca)
- Weiße Kreisch: Crișul Alb (Fehér-Körös)

## Z
Orte im Banat:
- Zipar: Țipari (Szapáryfalva)

Orte im Kreischgebiet:
- Zickelhid: Săcueni (Székelyhíd)
- Zillenmarkt/Waltenberg: Zalău (Zilah)

Orte in Siebenbürgen:
- Zaadt: Gurasada (Guraszáda)
- Zagendorf: Țigău (Szászcegő)
- Zegen: Țaga (Cege)
- Zeiden: Codlea (Feketehalom)
- Zekeldorf: Săcuieu (Székelyjó)
- Zekeschdorf: Cunța (Konca)
- Zendersch: Senereuș (Szénaverös)
- Zernest: Zărnești (Zernest)
- Zeunen: Cornești (Sövényfalva)
- Zied: Veseud (Vessződ)
- Ziegenthal: Țichindeal (Cikendál)
- Zoltendorf: Mihai Viteazu (Zoltán)
- Zoodt: Sadu (Cód)
- Zuckmantel: Țigmandru (Cikmántor)

Flüsse und Regionen:
- Zibin: Cibin (Szeben)
- Zekesch-Hochland: Podișul Secașelor